# Rhona Shepherd
Pour les articles homonymes, voir Shepherd.
Pas d'image ? Cliquez ici

a Compétitions nationales et continentales officielles uniquement.

b Matchs officiels uniquement.
Rhona Shepherd, née le 28 août 1976, est une joueuse internationale écossaise de rugby à XV occupant les postes de centre ou d'ailier.

## Biographie
Elle joue en club pour les Murrayfield Wanderers. Elle est internationale et évolue avec l'équipe d'Écosse.  Elle a fait ses débuts internationaux contre l'équipe d'Irlande en février 1999.
Elle compte 48 sélections au 15 août 2006, elle fait partie de l'équipe qui se rend à Edmonton au Canada pour participer à la Coupe du monde 2006.
Elle a joué pour le district du North et Midlands, la sélection universitaire d'Écosse, l'Écosse A, et l'équipe de Nouvelles-Galles-du-Sud qui disputait le championnat national australien à Darwin en 1998. 
Sa sœur, Alix, est internationale. Son frère Rowen Shepherd (en) compte 20 sélections avec l'équipe d'Écosse et leur père Gordon a joué pour le district du North et Midlands.

## Palmarès
(Au 15 août 2006)
- 48 sélections avec l'équipe d'Écosse.
- Participation à la Coupe du monde 2006.
- Participations au Tournoi des Six Nations.